# Sankt-Marien-Kirche (Loitz)

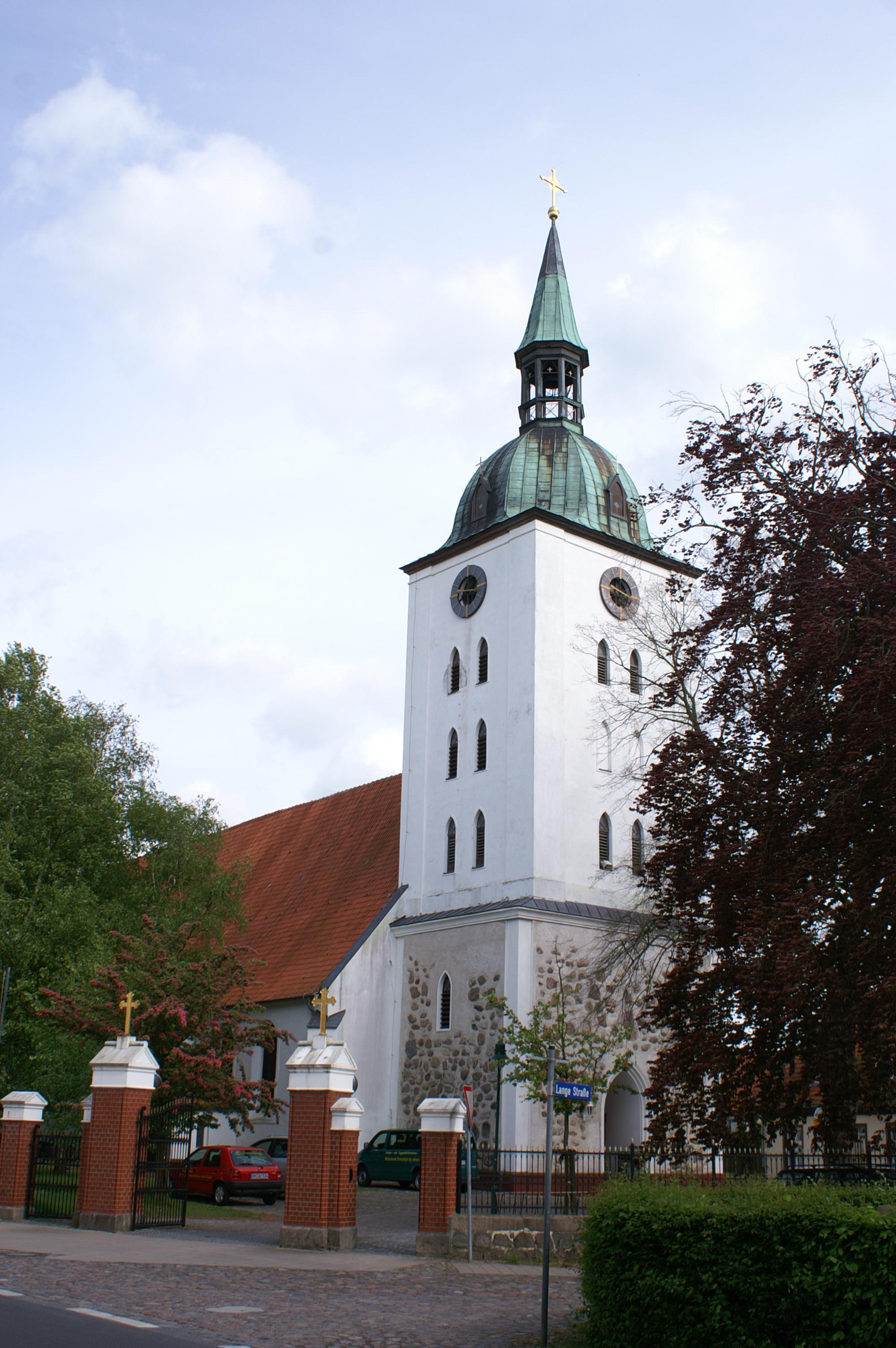
Loitz, Sankt-Marien-Kirche

Die Sankt-Marien-Kirche Loitz ist ein aus dem 13. Jahrhundert stammendes Kirchengebäude in Loitz.
Die ältesten Hinweise auf die Stadtpfarrkirche stammen von 1299. Es handelt sich bei der Kirche um eine dreischiffige, fünfjochige Hallenkirche mit geradem Schluss im Osten und einem Kirchturm im Westen. Zwei Joche der Kirche stammt im Kern aus dem 13. Jahrhundert. Die Eingangshalle und die beiden Seitenschiffe folgten im Spätmittelalter. Es wurde allerdings im 17. Jahrhundert tiefgreifende Ergänzungen und Veränderungen vorgenommen und Ergänzungen im 19. und 20. Jahrhundert. Die Kirche wurde aus Feldstein und Backstein errichtet, später wurde das Mauerwerk verputzt.
Die Umbauten von 1600 wurden von der Herzoginwitwe Sophia Hedwig finanziert. Die ursprünglichen Umfassungswände der Turmhalle nach Norden und Süden wurden abgebrochen und im Osten drei Joche ergänzt; gleichzeitig wurde auch der Chor abgebrochen. Von 1809 bis 1811 wurde die Kirche unter Leitung von Johann Gottfried Quistorp nochmals umfassend renoviert. Zu dieser Zeit war von 1802/03 bis 1836 Joachim Friedrich Barkow vom schwedischen König zum Pfarrer bestellt worden und später Superintendent und Konsistorialrat. Er wurde an der Nordmauer begraben. Der Kirchturm wurde 1832 neu aufgemauert. 1866 wurden an die Giebelwand im Osten zwei Sakristeien angebaut. 1906 folgte die Vermauerung der beiden südlichen Eingänge.
Zur Ausstattung der Marienkirche gehören ein barocker Altaraufsatz, der 1720 in der Werkstatt von Elias Keßler angefertigt wurde, eine von Johann Gottfried Quistorp gefertigte Kanzel, ein Taufstein aus Granit mit vier plastischen Köpfen an der Kuppa, dreizehn, vom Gestühl der Fürsten stammende Tafeln mit Porträts, und eine 1621 von der Herzogin gestiftete Bibliothek. Die Orgel wurde 1941 von der Lübecker Firma Kemper angefertigt.
Das Geläut der Kirche besteht aus zwei Bronzeglocken und drei kleinen, 1996 gefertigten Zimbeln.
Die evangelische Kirchgemeinde gehört seit 2012 zur Propstei Demmin im Pommerschen Evangelischen Kirchenkreis der Evangelisch-Lutherischen Kirche in Norddeutschland. Vorher gehörte sie zum Kirchenkreis Demmin der Pommerschen Evangelischen Kirche.